# Integrerbarhet
Integrerbarhet är ett matematiskt begrepp inom integrationsteori. Det finns många definitioner för integrerbara funktioner beroende av vilken typ av integral som används.

## Riemannintegrerbarhet
Se även: Riemannintegration

Funktionen är Riemannintegrerbar om de yttre Riemannsummorna konvergerar till samma tal som de inre Riemannsummorna.

Riemannintegrerbarhet är, lite förenklat, att man kan stänga in grafen till funktionen f mellan två trappstegsfunktioner där den ena trappan hela tiden är ovanför funktionsgrafen och den andra trappan är nedanför. 
För att definiera integrerbarhet används två trappstegsfunktioner. Trappstegsfunktionerna har egenskapen att de är konstanta på särskilda så kallade trappstegsintervall. En funktion f är integrerbar om det existerar två trappstegsfunktioner g och h så att {\displaystyle g(x)>\sup(f(x))~~h(x)<\inf(f(x))} för varje x i trappstegsintervallet, oavsett hur litet intervallet är.
När sedan trappstegsintervallet går mot noll kommer dessa trappor att närma sig varandra och grafen till funktionen. Arean av den yta som begränsas av trappstegsfunktionerna kan lätt beräknas genom att summera arean av de rektanglar som utgör denna area. De båda summorna för trappstegsfunktionerna kommer vid gränsövergången där trappstegsintervallet går mot noll att konvergera mot varandra. Summan av dessa oändligt små men oändligt många element kallas för en Riemannsumma och definieras vara värdet på en funktionens integral.

## Lebesgueintegrerbarhet
Se även: Lebesgueintegration

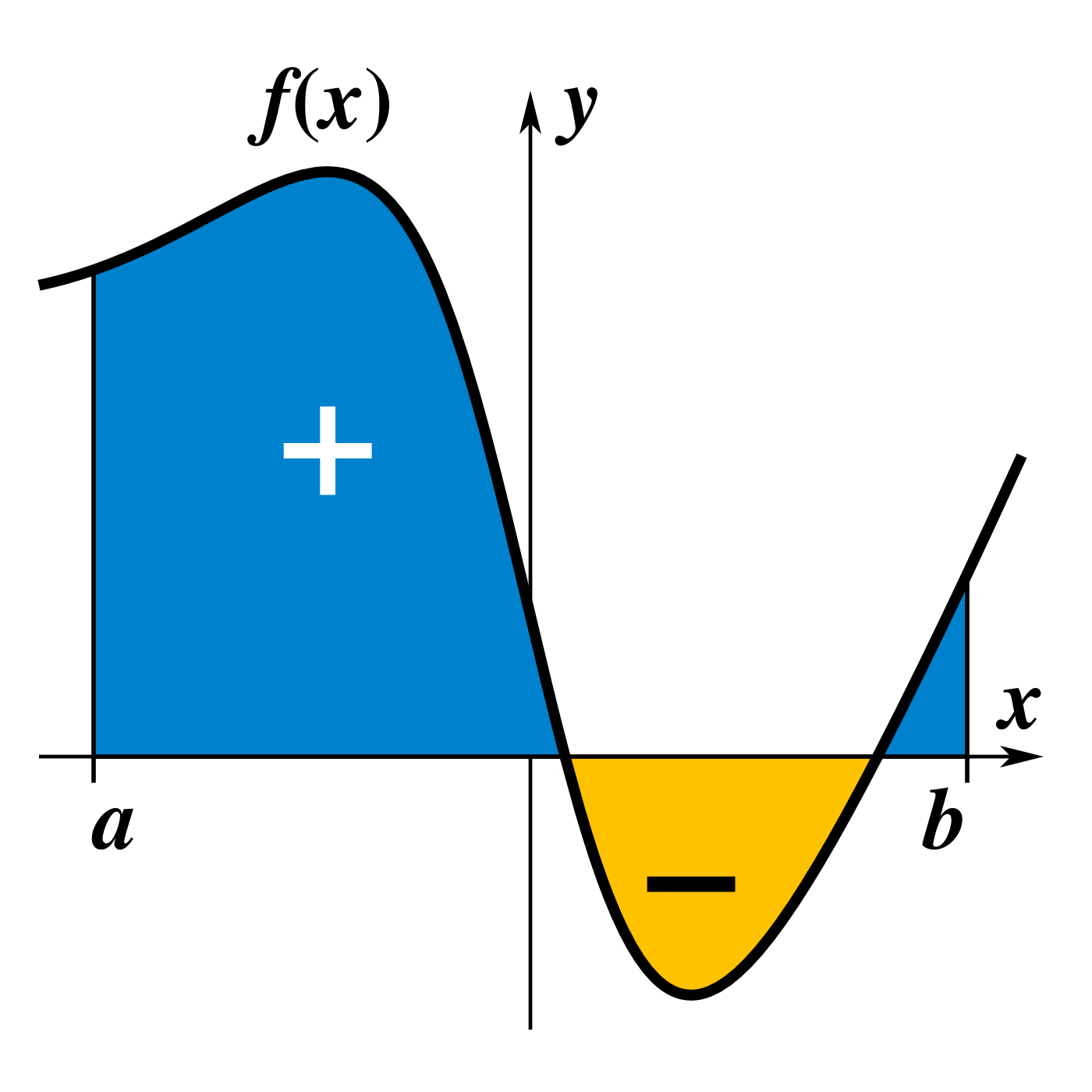
Man behöver Lebesgueintegrerbarhet för funktioner som har negativa värden.

Lebesgueintegrerbarhet eller med andra ord måttintegrerbarhet är ganska annorlunda från Riemannintegrerbarheten. Man definierar först måttintegralen endast för mätbara funktioner som inte har några negativa värden. Å andra sidan vill man ofta integrera funktioner som har negativa värden. Men man kan inte definiera måttintegralen för alla mätbara funktioner som har negativa värden. Så att man definiera (Lebesgue)integrerbara funktioner, dvs funktioner vars absolutbelopp är ändligt. Mer precist, om {\displaystyle (X,{\mathcal {F}},\mu )} är ett måttrum och f är en mätbar funktion {\displaystyle X\rightarrow {\overline {\mathbb {R} }}} så är f integrerbar om
{\displaystyle \int |f|<\infty }.
Detta kan tyckas lite konstigt, den naturliga definitionen borde vara att en integral för en mätbar funktion {\displaystyle f:X\rightarrow \mathbb {R} } är
{\displaystyle \int f:=\int \max\{f,0\}-\int \max\{-f,0\}\,}.
Tyvärr finns det problem med den här definitionen. Till exempel, om {\displaystyle X=\mathbb {R} } och {\displaystyle f(x)=x\,} för {\displaystyle x\in \mathbb {R} } så är 
{\displaystyle \int _{\mathbb {R} }f\,d{\mathcal {L}}_{1}=\int _{0}^{\infty }x\,dx-\int _{-\infty }^{0}-x\,dx=\infty -\infty \,},
vilket inte är definierat. Detta betyder att vi inte kan integrera alla mätbara funktioner. Vi måste betrakta en mindre klass av funktioner, som inte stöter på sådana här obestämda uttryck. Den naturliga klassen är integrerbara funktioner eftersom för integrerbara funktion har man
{\displaystyle \int \max\{f,0\}<\infty } och {\displaystyle \int \max\{-f,0\}<\infty }.
Därför är integralen för integrerbara {\displaystyle f:X\rightarrow \mathbb {R} \cup \{\infty ,-\infty \}}:
{\displaystyle \int f:=\int \max\{f,0\}-\int \max\{-f,0\}\,}.

### Kvasiintegrerbar
Huvudartikel: Kvasiintegrerbar funktion.
Det finns funktioner som inte är integrerbara men är kvasiintegrerbara. En funktion f är kvasiintegrerbar, om
{\displaystyle \int \max\{f,0\}<\infty \,} eller {\displaystyle \int \max\{-f,0\}<\infty \,}.

### Lokalt integrebar
Huvudartikel: Lokalt integrerbar funktion.
Det finns funktioner som är inte integrerbara men är lokalt integrerbara. Om X är ett metriskt rum så är en funktion f är lokalt integrerbar om funktionen
{\displaystyle f_{x,r}:=f\chi _{B_{r}(x)}}
är integrerbar för alla {\displaystyle x\in X} och {\displaystyle 0<r<r_{x}\,} där {\displaystyle r_{x}\,} beror på punkten x.
Lokalt integrerbara funktioner har många tillämpningar inom harmonisk analys och funktionalanalys.

### p-integrerbar
Huvudartikel: {\displaystyle L^{p}}-rum.
Man kan definiera en funktionsklass som är p-integrerbar, dvs
{\displaystyle \int |f|^{p}<\infty }.
p-integrerbara funktioner studeras mycket inom funktionalanalys.

## Danielintegrerbarhet
Se även: Daniellintegration
Danielintegrerbarhet är ganska olika från andra integrerbarhetskoncept. Man definierar att en funktion f är integrerbar om f tillhör någon gränsfamilj för testfunktioner. Man definierar den här funktionsklassen eftersom gränsfamiljer inte är sluten under subtraktion. Mer precist, om 
- {\displaystyle T\,} är en testfunktionsfamilj,

- {\displaystyle \lim(T)} är gränsfamiljen av testfunktionsfamiljen och

- {\displaystyle \int :\lim(T)\rightarrow {\overline {\mathbb {R} }}} är en Danielintegral

så är en funktion {\displaystyle f\,} Danielintegrerbar om det finns {\displaystyle g,h\in \lim(T)} så att
{\displaystyle f=g-h\,.}
Man använder beteckningen {\displaystyle f\in {\mathcal {D}}} och definierar Danielintegralen för {\displaystyle f\,}:
{\displaystyle \int f:=\int g-\int h.}